# Parramatta ensiferella
Parramatta ensiferella är en fjärilsart som beskrevs av Edward Meyrick 1879. Parramatta ensiferella ingår i släktet Parramatta och familjen mott. Inga underarter finns listade i Catalogue of Life.